# Campoplex multicinctus
Campoplex multicinctus là một loài tò vò trong họ Ichneumonidae.